# Parigi-Nizza 1968
La Parigi-Nizza 1968, ventiseiesima edizione della corsa, si svolse dal 7 al 15 marzo su un percorso di 1 461 km ripartiti in otto tappe (la quarta e l'ottava suddivise in due semitappe) più un cronoprologo. Fu vinta dal tedesco Rolf Wolfshohl davanti al belga Ferdinand Bracke e al francese Jean-Louis Bodin. Si trattò della prima vittoria di un ciclista tedesco in questa competizione.

## Tappe
| Tappa  | Data     | Percorso                              | km    | Vincitore di tappa | Leader cl. generale |
| ------ | -------- | ------------------------------------- | ----- | ------------------ | ------------------- |
| Prol.  | 7 marzo  | Athis-Mons (cron. individuale)        | 4     | Charly Grosskost   | Charly Grosskost    |
| 1ª     | 8 marzo  | Athis-Mons > Blois                    | 185   | Leo Duyndam        | Harry Steevens      |
| 2ª     | 9 marzo  | Blois > Nevers                        | 189   | Walter Godefroot   | Eddy Merckx         |
| 3ª     | 10 marzo | Nevers > Marcigny                     | 185   | Valère Vansweevelt | Eddy Merckx         |
| 4ª-1ª  | 11 marzo | Marcigny > Charlieu (cron. a squadre) | 40    | Faema-Faemino      | Eddy Merckx         |
| 4ª-2ª  | 11 marzo | Charlieu > Saint-Étienne              | 135   | Valère Vansweevelt | Ferdinand Bracke    |
| 5ª     | 12 marzo | Saint-Étienne > Bollène               | 197   | Jan Janssen        | Ferdinand Bracke    |
| 6ª     | 13 marzo | Pont-Saint-Esprit > Marignane         | 212   | Walter Godefroot   | Ferdinand Bracke    |
| 7ª     | 14 marzo | Marignane > Tolone                    | 129   | Wilfried David     | Rolf Wolfshohl      |
| 8ª-1ª  | 15 marzo | Tolone > Antibes                      | 147   | José Samyn         | Rolf Wolfshohl      |
| 8ª-2ª  | 15 marzo | Antibes > Nizza                       | 29,7  | Ferdinand Bracke   | Rolf Wolfshohl      |
| Totale | Totale   | Totale                                | 1 461 |                    |                     |

## Dettagli delle tappe

### Prologo
- 7 marzo: Athis-Mons > Athis-Mons (cron. individuale) – 4 km

| Pos. | Corridore        | Squadra | Tempo |
| ---- | ---------------- | ------- | ----- |
| 1    | Charly Grosskost | Bic     | 5'06" |
| 2    | Eddy Merckx      | Faema   | s.t.  |
| 3    | Cyrille Guimard  | Mercier | a 5"  |

| Pos. | Corridore        | Squadra | Tempo |
| ---- | ---------------- | ------- | ----- |
| 1    | Charly Grosskost | Bic     |       |

### 1ª tappa
- 8 marzo: Athis-Mons > Blois – 185 km

| Pos. | Corridore      | Squadra   | Tempo    |
| ---- | -------------- | --------- | -------- |
| 1    | Leo Duyndam    | Smiths    | 4h01'01" |
| 2    | Michael Wright | Bic       | s.t.     |
| 3    | Harry Steevens | Willem II | s.t.     |

| Pos. | Corridore      | Squadra   | Tempo |
| ---- | -------------- | --------- | ----- |
| 1    | Harry Steevens | Willem II |       |

### 2ª tappa
- 9 marzo: Blois > Nevers – 189 km

| Pos. | Corridore        | Squadra  | Tempo    |
| ---- | ---------------- | -------- | -------- |
| 1    | Walter Godefroot | Flandria | 4h48'41" |
| 2    | Ward Sels        | Bic      | s.t.     |
| 3    | Eddy Merckx      | Faema    | s.t.     |

| Pos. | Corridore   | Squadra | Tempo |
| ---- | ----------- | ------- | ----- |
| 1    | Eddy Merckx | Faema   |       |

### 3ª tappa
- 10 marzo: Nevers > Marcigny – 185 km

| Pos. | Corridore          | Squadra   | Tempo    |
| ---- | ------------------ | --------- | -------- |
| 1    | Valère Vansweevelt | Smiths    | 4h49'37" |
| 2    | Christian Robini   | Mercier   | s.t.     |
| 3    | Wim Schepers       | Caballero | s.t.     |

| Pos. | Corridore   | Squadra | Tempo |
| ---- | ----------- | ------- | ----- |
| 1    | Eddy Merckx | Faema   |       |

### 4ª tappa - 1ª semitappa
- 11 marzo: Marcigny > Charlieu (cron. a squadre) – 40 km

| Pos. | Squadra                  | Tempo  |
| ---- | ------------------------ | ------ |
| 1    | Faema-Faemino            | 57'58" |
| 2    | Bic                      | a 3"   |
| 3    | Pelforth-Sauvage-Lejeune | a 26"  |

| Pos. | Corridore   | Squadra | Tempo |
| ---- | ----------- | ------- | ----- |
| 1    | Eddy Merckx | Faema   |       |

### 4ª tappa - 2ª semitappa
- 11 marzo: Charlieu > Saint-Étienne – 135 km

| Pos. | Corridore          | Squadra | Tempo    |
| ---- | ------------------ | ------- | -------- |
| 1    | Valère Vansweevelt | Smiths  | 3h21'40" |
| 2    | Ferdinand Bracke   | Peugeot | a 4"     |
| 3    | René Grelin        |         | a 1'11"  |

| Pos. | Corridore        | Squadra | Tempo |
| ---- | ---------------- | ------- | ----- |
| 1    | Ferdinand Bracke | Peugeot |       |

### 5ª tappa
- 12 marzo: Saint-Étienne > Bollène – 197 km

| Pos. | Corridore           | Squadra  | Tempo    |
| ---- | ------------------- | -------- | -------- |
| 1    | Jan Janssen         | Pelforth | 4h31'22" |
| 2    | Jos van der Vleuten | Peugeot  | a 2"     |
| 3    | Bernard Guyot       | Pelforth | a 3'08"  |

| Pos. | Corridore        | Squadra | Tempo |
| ---- | ---------------- | ------- | ----- |
| 1    | Ferdinand Bracke | Peugeot |       |

### 6ª tappa
- 13 marzo: Pont-Saint-Esprit > Marignane – 212 km

| Pos. | Corridore        | Squadra  | Tempo    |
| ---- | ---------------- | -------- | -------- |
| 1    | Walter Godefroot | Flandria | 5h09'38" |
| 2    | Guido Reybrouck  | Faema    | s.t.     |
| 3    | Ward Sels        | Bic      | s.t.     |

| Pos. | Corridore        | Squadra | Tempo |
| ---- | ---------------- | ------- | ----- |
| 1    | Ferdinand Bracke | Peugeot |       |

### 7ª tappa
- 14 marzo: Marignane > Tolone – 129 km

| Pos. | Corridore      | Squadra   | Tempo    |
| ---- | -------------- | --------- | -------- |
| 1    | Wilfried David | Flandria  | 3h33'41" |
| 2    | Rolf Wolfshohl | Bic       | a 20"    |
| 3    | Marcel Maes    | Willem II | a 2'53"  |

| Pos. | Corridore      | Squadra | Tempo |
| ---- | -------------- | ------- | ----- |
| 1    | Rolf Wolfshohl | Bic     |       |

### 8ª tappa - 1ª semitappa
- 15 marzo: Tolone > Antibes – 147 km

| Pos. | Corridore     | Squadra   | Tempo    |
| ---- | ------------- | --------- | -------- |
| 1    | José Samyn    | Pelforth  | 3h34'26" |
| 2    | Rini Wagtmans | Willem II | s.t.     |
| 3    | Lucien Aimar  | Bic       | s.t.     |

| Pos. | Corridore      | Squadra | Tempo |
| ---- | -------------- | ------- | ----- |
| 1    | Rolf Wolfshohl | Bic     |       |

### 8ª tappa - 2ª semitappa
- 15 marzo: Antibes > Nizza (cron. individuale) – 29 km

| Pos. | Corridore        | Squadra   | Tempo   |
| ---- | ---------------- | --------- | ------- |
| 1    | Ferdinand Bracke | Peugeot   | 39'17"  |
| 2    | Rolf Wolfshohl   | Bic       | a 55"   |
| 3    | Herman Van Loo   | Willem II | a 1'12" |

| Pos. | Corridore        | Squadra  | Tempo     |
| ---- | ---------------- | -------- | --------- |
| 1    | Rolf Wolfshohl   | Bic      | 34h42'21" |
| 2    | Ferdinand Bracke | Peugeot  | a 2'58"   |
| 3    | Jean-Louis Bodin | Frimatic | a 5'12"   |

## Classifiche finali

### Classifica generale
| Pos. | Corridore        | Squadra                   | Tempo     |
| ---- | ---------------- | ------------------------- | --------- |
| 1    | Rolf Wolfshohl   | Bic                       | 34h42'21" |
| 2    | Ferdinand Bracke | Peugeot-BP-Michelin       | a 2'58"   |
| 3    | Jean-Louis Bodin | Frimatic-Viva-de Gribaldy | a 5'12"   |
| 4    | Bernard Guyot    | Pelforth-Sauvage-Lejeune  | a 5'40"   |
| 5    | Jan Janssen      | Pelforth-Sauvage-Lejeune  | a 6'08"   |
| 6    | Charly Grosskost | Bic                       | a 6'22"   |
| 7    | Lucien Aimar     | Bic                       | a 7'07"   |
| 8    | Tony Houbrechts  | Flandria-De Clercq-Kruger | a 7'26"   |
| 9    | Gilbert Bellone  | Mercier-BP-Hutchinson     | a 7'53"   |
| 10   | Jacques Anquetil | Bic                       | a 8'09"   |